# Zmienność somaklonalna
Zmienność somaklonalna – wszelkie odchylenia od wyjściowego materiału genetycznego danej jednostki. W hodowli in vitro zmienność somaklonalna odnosi się do hodowli komórek roślinnych lub tkanek roślinnych, w których następują genotypowe lub często także fenotypowe zmiany w porównaniu do rośliny wyjściowej. Zjawisko to występuje często po różnicowaniu tkanki kalusa z komórek roślinnych. Podczas masowego rozmnażania kultur roślinnych, gdzie zależy nam na zachowaniu identycznej replikacji rośliny czyli wytwarzania klonów w hodowli in vitro, zmienność somaklonalna jest niepożądana.

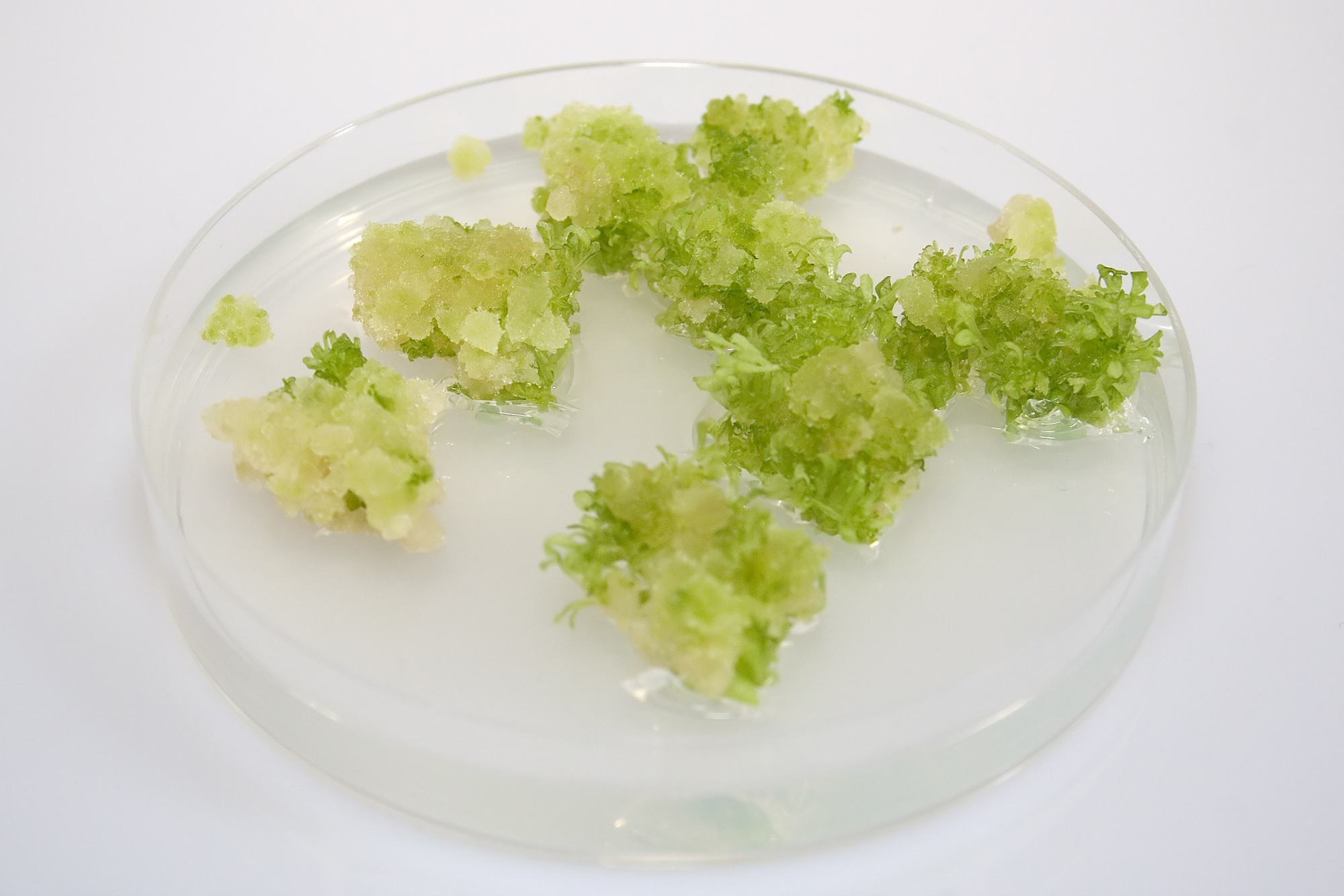
Najbardziej podatne na zmiany somaklonalne są komórki kalusa. Tutaj kalus tytoniu szlachetnego.

## Pierwsze badania i próby zdefiniowania
W latach 70. i 80. XX wieku w czasie zwiększonego wzrostu liczby hodowli (w tym komercyjnych) kultur tkanek roślinnych, zauważono, że często występują niepożądane, najwyraźniej uwarunkowane genetycznie, zmiany w materiale roślinnym. W 1981 r. po raz pierwszy zaproponowano by wszelkie genetyczne zmiany występujące w hodowlach in vitro, nazywać zmianami somaklonalnymi. W literaturze fachowej można znaleźć definicje, że zmienność somaklonalna to zmienność właściwości hodowanych w warunkach in vitro komórek roślinnych, kalusów, i narządów. Przyczyny tych zmian są często niejasne i zazwyczaj występują na poziomie genetycznym lub epigenetycznym. Poznanymi przyczynami takich zmian są na przykład straty genów lub numeryczne zmiany kariotypu. Ponadto możliwe są zmiany cech, w których bierze udział więcej genów (poligeny).

## Metody in vitro oraz występowanie zmienności somaklonalnej w roślinach
Rośliny często wykazują spore zróżnicowanie genetyczne zanim trafią do kultur in vitro. Jednak oznaki różnorodności genetycznej występują rzadko na etapie przygotowań do upraw w warunkach in vitro, częściej następują one w trakcie niektórych metod in vitro. Za pomocą odpowiednich metod upraw in vitro i odpowiednich czynników zewnętrznych takich jak fitohormony, można te różnice wyselekcjonować i wtedy mogą zaistnieć fenotypowo. Nowe zmiany genetyczne możliwe są tylko podczas hodowli in vitro. Ze względu na dużą szybkość podziału komórkowego występowały duże ilości błędów podczas odczytywania kodu genetycznego w komórkach rakowych kalusa roślin. Prowadzi to zazwyczaj do aneuploidii lub innych mutacji. Zmiany te są odpowiedzialne za typowe cechy zmienności somaklonalnej podczas późniejszego odtworzenia za pomocą organogenezy narządów lub całych roślin z tkanek kalusów. Ponadto podczas hodowli in vitro istnieje związek między stabilnością genetyczną a tkanką wyjściową potrzebną do odtworzenia materiału. Zatem bezpośrednie odtwarzanie z istniejących tkanek merystematycznych jest uznane za genetycznie stabilne. Pierwsze zmiany genetyczne powstają dopiero przy wtórnej tkance merystemu. Rodzaj i ilość tych zmian nasila się wraz z wielokrotnością prób odtwarzania tkanki w kulturze in vitro z pierwotnych w kierunku wtórnych procesów odtwarzania tkanek.
W roślinach zmienność somaklonalna następuje w czasie upraw końcówek pędów lub merystemów lub innych części pędów.
Celem propagacji klonalnej jest produkcja genetycznie stabilnego oraz identycznego potomstwa. Intencją nie jest, zwłaszcza w zastosowaniach komercyjnych, duża ilość rozmnażanych klonów tylko możliwe dokładne odtworzenie rzeczywistego stanu genów z jednoczesnym minimalizowaniem patogenów.

## Pozostałe możliwości powstawania zmienności somaklonalnej
Oprócz opisanych wyżej bezpośrednich przyczyn zmian genomu występują inne złożone przyczyny. Zmienność somaklonalna może być również uwarunkowana epigenetycznie. Oznacza to, że mogą następować zmiany powodujące inne zmiany genetyczne, pomimo że genom pozostaje niezmieniony. Przykładem może być zmiana w przemianie metabolicznej w szczególności w obszarze fitohormonalnym. Dla roślin w hodowli ex vitro istnieje również możliwość zaistnienia tego czynnika, między innymi w karłowatych roślinach owocowych lub silnie rozgałęzionych roślinach wilczomlecza. Ponadto możliwe są również inne rzadko spotykane niepożądane zmiany np. tak zwanymi "skaczącymi genami" (transpozon).
Zatem przyczyną zmienności somaklonalnej są zarówno czynniki genetyczne jak i niegenetyczne oraz cała mnogość czynników płynnie przenikających jedno i drugie.

## Zmienność somaklonalna w nowych odmianach
W latach 80. i 90. XX w. zauważono, że zjawisko zmienności somaklonalnej komórek roślinnych hodowanych w kulturach in vitro, jako ciekawą możliwością zdobycia nowych typów genetycznych roślin (nowe odmiany). Oczekiwano, że uda się łatwo i szybko stworzyć nowe, interesujące genotypy. Wyselekcjonowanie tych zmienności miało doprowadzić do bezpośredniego izolowania nowych genotypów w hodowlach komórkowych. Jednak po wielu doświadczeniach nadzieja ta osłabła. Wytworzenie interesującego nas genotypu jest zbyt trudne do kontrolowania i zbyt podatne na przypadek, powstają również niepożądane mutacje. Taka genetyczna niestabilność jest niepożądana zwłaszcza w odniesieniu do transformowanej komórki roślinnej. Pojawiły się jednak odmiany pomidorów, ziemniaków i trzciny cukrowej powstałych w wyniku zmienności somaklonalnej. Obecnie w celu ukierunkowanej mutagenezy komórek roślinnych stosuje się głównie kolchicynę lub napromieniowywanie promieniami Roentgena, które to metody są znacznie bardziej skuteczne. Ukierunkowane ingerencje w genomy obecnie przeprowadza się głównie za pomocą technik biologii molekularnej takich jak  biolistyka (mikrowstrzeliwanie) albo transformacje za pomocą agrobakterii.

## Literatura
- P.J. Larkin, W.R. Scowcroft: Somaclonal variation - a novel source of variability from cell cultures for plant improvement. Theoretical and Applied Genetics, Vol. 60 Nr 4, s. 197-214. 1981
- Dieter Heß: Biotechnologie der Pflanze. Verlag Eugen Ulmer, Stuttgart, 1992. ISBN 3-8252-8060-8
- D.A. Evans: Somaclonal variation - genetic basis and breeding applications. Trends in Genetics, 5, 46, 1989.
- Paul Präve, Uwe Faust, Paul Praeve, Wolfgang Sittig, D. A. Sukatsch (Hrsg.): Handbuch der Biotechnologie. Oldenbourg Industrieverlag, Essen, Wydanie 4. 1994. ISBN 3-83566-223-6
- M.K. Razdan: Introduction to Plant Tissue Culture. Second Edition. Science Publishers Inc., Enfield (NH), 2003. ISBN 1-57808-237-4
- P.C. Debergh, R.H. Zimmerman: Micropropagation – Technology and Application. Kluwer Academic Publishers, Dordrecht, 1991. ISBN 0-7923-0818-2